# Saint-Maixent-de-Beugné
Saint-Maixent-de-Beugné település Franciaországban, Deux-Sèvres megyében. Lakosainak száma 418 fő (2022. január 1.). Saint-Maixent-de-Beugné Coulonges-sur-l’Autize, Saint-Laurs, Faymoreau és Saint-Hilaire-des-Loges községekkel határos.

## Népesség
A település népessége az elmúlt években az alábbi módon változott:
| Lakosok száma | 372  | 395  | 410  | 404  | 409  | 414  | 419  | 417  | 418  |
|               | 2013 | 2015 | 2016 | 2017 | 2018 | 2019 | 2020 | 2021 | 2022 |